# Xã Bethany, Quận Osborne, Kansas
Xã Bethany (tiếng Anh: Bethany Township) là một xã thuộc quận Osborne, tiểu bang Kansas, Hoa Kỳ. Năm 2010, dân số của xã này là 176 người.